# Condado de Madison (Tennessee)
El condado de Madison (en inglés: Madison County, Tennessee), fundado en 1821, es uno de los 95 condados del estado estadounidense de Tennessee. En el año 2000 tenía una población de 91.837 habitantes con una densidad poblacional de 64 personas por km². La sede del condado es Jackson.

## Geografía
Según la Oficina del Censo, el condado tiene un área total de 1447 km² (558,7 mi²), de la cual 1443 km² (557,1 mi²) es tierra y 4 km² (1,5 mi²) es agua.

### Condados adyacentes
- Condado de Gibson norte
- Condado de Carroll noreste
- Condado de Henderson este
- Condado de Chester sureste
- Condado de Hardeman sur
- Condado de Haywood oeste
- Condado de Crockett noroeste

### Área Nacional protegida
- Pinson Mounds Parque Arqueológico de Estado

## Demografía
En el 2000 la renta per cápita promedia del condado era de $36,982, y el ingreso promedio para una familia era de $44,595. El ingreso per cápita para el condado era de $19,389. En 2000 los hombres tenían un ingreso per cápita de $34,253 contra $23,729 para las mujeres. Alrededor del 14.00% de la población estaba bajo el umbral de pobreza nacional.

## Lugares

### Ciudades y pueblos
- Humboldt
- Jackson
- Medon
- Three Way

### Comunidades no incorporadas
- Beech Bluff
- Denmark
- Mercer
- Oakfield
- Pinson
- Spring Creek